# Niltava de Taiwan
La niltava de Taiwan (Niltava vivida) és una espècie d'ocell de la família dels muscicàpids (Muscicapidae) endèmica de l'illa de Taiwan. Habita els boscos tropicals i subtropicals de frondoses humits de l'estatge montà. El seu estat de conservació es considera de risc mínim.
La niltava ventre-rogenca (N. oatesi) del continent asiàtic, que és de mida més gran, anteriorment es considerava coespecífica de la niltava de Taiwan.